# Salisbury (Nouveau-Brunswick)
Pour les articles homonymes, voir Salisbury.
Ne doit pas être confondu avec Paroisse de Salisbury.
Salisbury est une ville du Nouveau-Brunswick au Canada, rattachée à la région Sud-Est.

## Toponyme
La ville est possiblement nommée ainsi d'après sa position dans la paroisse de Salisbury, elle-même nommée d'après l'anse Salisbury car son territoire était si grand à l'origine qu'elle la touchait presque. L'anse est probablement nommée en l'honneur de John Salisbury qui a accompagné le gouverneur Cornwallis en Nouvelle-Écosse.

## Géographie

### Situation
Le village de Salisbury est situé dans le comté de Westmorland, à 23 kilomètres à l'ouest du centre-ville de Moncton. Il est bâti sur la rive gauche (nord) de la rivière Petitcodiac et occupe une superficie de 13,68 kilomètres carrés.
Le village de Petitcodiac est situé à 17 km au sud-ouest mais la ville la plus proche est Moncton.

### Géologie
Le sous-sol de Salisbury est composé principalement de roches sédimentaires du groupe de Pictou datant du Pennsylvanien (entre 300 et 311 millions d'années).

### Logement
(septembre 2024).
Le village comptait 849 logements privés en 2006, dont 805 occupés par des résidents habituels. Parmi ces logements, 77,6 % sont individuels, 2,5 % sont jumelés, 1,2 % sont en rangée, 3,1 % sont des appartements ou duplex et 9,9 % sont des immeubles de moins de cinq étages. Enfin, 5,0 % des logements entrent dans la catégorie autres, tels que les maisons-mobiles. 78,3 % des logements sont possédés alors que 21,7 % sont loués. 67,1 % ont été construits avant 1986 et 6,2 % ont besoin de réparations majeures. Les logements comptent en moyenne 6,9 pièces et 0,0 % des logements comptent plus d'une personne habitant par pièce. Les logements possédés ont une valeur moyenne de 115 738 $, comparativement à 119 549 $ pour la province.

### Localités
Outre, Salisbury, la municipalité comprends les hameaux de Colpitts, Colpitts Settlement, Coverdale,  Five Points, Grub Road, Hopper, Little River, Middlesex, Nixon, Price, Synton et Upper Coverdale.

## Histoire
Royaume de Grande-Bretagne (1774-1801)

 Royaume-Uni de Grande-Bretagne et d'Irlande (1801-1867)

Salisbury est situé dans le territoire historique des Micmacs, plus précisément dans le district de Sigenigteoag, qui comprend l'actuel côte Est du Nouveau-Brunswick, jusqu'à la baie de Fundy. Les Micmacs habitent depuis plus de deux millénaires. Le site de Salisbury abrite un camp d'hiver, tandis que Beaumont, près de l'embouchure de la rivière, était un autre établissement important. Plusieurs cimetières amérindiens existent le long de la rivière mais le seul indiqué est celui de Beaumont, datant du XIXe siècle. La rivière est une voie de transport importante pour les Micmacs. En se servant du mascaret, ils peuvent se rendre de Beaumont à la source, une distance de 60 km, en seulement un après-midi. Une fois accosté, un portage de cinq ou six kilomètres les amènent à la Kennebecassis, d'où ils peuvent rejoindre le fleuve Saint-Jean. De nos jours, la principale population micmacque de la région est dans la réserve amérindienne à Fort Folly.
Les premiers établissements britanniques, œuvres de colons anglais originaires du Yorkshire, apparaissent en 1774.
L'école élémentaire Salisbury est inaugurée en 1947 et le complexe JMA/SMS ouvre ses portes en 1962. Salisbury est constitué en municipalité le 9 novembre 1966. Le 1er janvier 2023, elle accède au statut de ville (town) avec l'annexion de portions des districts de services locaux (DSL) de la paroisse de Coverdale, de la paroisse d'Elgin, de la paroisse de Moncton et de la paroisse de Salisbury, dans le cadre de la réforme territoriale de la province.

## Démographie
(juillet 2016).
Il y avait 2 036 habitants en 2006 contre 1 882 en 1996, soit une augmentation de 8,2 % en 10 ans. En termes de population, Salisbury se classe au 33e rang de la province.
| 1981  | 1986  | 1991  | 1996  | 2001  | 2006  | 2011  | 2016  |
| ----- | ----- | ----- | ----- | ----- | ----- | ----- | ----- |
| 1 672 | 1 742 | 1 805 | 1 878 | 1 954 | 2 036 | 2 208 | 2 284 |

## Économie
(septembre 2024).
Entreprise Fundy, membre du Réseau Entreprise, a la responsabilité du développement économique.
Il y a une succursale de la Advance Savings Credit Union, une caisse populaire basée à Riverview et membre de la Credit Union Central of New Brunswick.

## Administration

### Conseil municipal
La municipalité est dirigée par un conseil municipal de huit membres, dont le maire, élus pour quatre ans.. Les dernières élections ont lieu le 28 novembre 2022.
Conseils municipaux précédents
| Mandat      | Fonctions   | Nom(s)                                                                                            |
| ----------- | ----------- | ------------------------------------------------------------------------------------------------- |
| 2008 - 2012 | Maire       | Terry A. Keating                                                                                  |
| 2008 - 2012 | Conseillers | Allan Roy Ayles, Beverly A. Best, Robert W. Kitchen, Robert (Bob) C. Lamb, William (Bill) Wilson. |

| Mandat      | Fonctions   | Nom(s) |
| ----------- | ----------- | --- |
| 2012 - 2016 | Maire       | Terry A. Keating                                                                                          |
| 2012 - 2016 | Conseillers | Blake Bartlett, Beverly A. Best, Robert (Robbie) W. Kitchen, Robert C. (Bob) Lamb et William Bill Wilson. |

| Période                                  | Période  | Identité        | Étiquette | Qualité |
| ---------------------------------------- | -------- | --------------- | --------- | ------- |
| 19??                                     | 2004     | Ruth C. Jackson |           |         |
| 2004                                     | 2021     | Terry Keating   |           |         |
| mai 2021                                 | En cours | Robert Campbell |           |         |
| Les données manquantes sont à compléter. |          |                 |           |         |

## Vie locale
Salisbury possède une bibliothèque publique.
Le village possède deux écoles anglophones. Elles offrent également un programme d'immersion en français et font partie du district scolaire 2. L'école élémentaire de Salisbury accueille les élèves de la maternelle à la 4e année tandis que l'école J.M.A Armstrong/Salisbury Middle School accueille les élèves de la 5e à la 12e année.
Salisbury possède aussi une caserne de pompiers et un poste d'Ambulance Nouveau-Brunswick. Le village possède un poste de la Gendarmerie royale du Canada. Il dépend du district 11, dont le bureau principal est situé à Riverview.
L'église St. John's est une église anglicane. L'église St. Jude est une église catholique romaine faisant partie de l'archidiocèse de Moncton.
Les anglophones bénéficient des quotidiens Telegraph-Journal, publié à Saint-Jean et Times & Transcript, de Moncton. Les francophones bénéficient quant à eux du quotidien L'Acadie nouvelle, publié à Caraquet, ainsi que l'hebdomadaire L'Étoile, de Dieppe.

## Culture

### Langues
Selon la Loi sur les langues officielles, Salisbury est officiellement anglophone puisque moins de 20 % de la population parle le français.

### Personnalités
- Joseph Crandall (1761-1858), prêtre et député, mort à Salisbury ;
- James Edward Jack Patterson (1884-1964), agriculteur, arpenteur-géomètre, ingénieur et homme politique, né à Salisbury.
- Austin Claude Taylor (1893-1993), homme politique

### Architecture et monuments
Il y a une attraction de bord de route à Salisbury: une sculpture représentant le plus grand renard argenté du monde.